# Michal Kraus
Michal Kraus (* 24. Januar 1979 in Kolín, Tschechoslowakei) ist ein tschechischer ehemaliger Handballspieler. Er spielte in der ersten Bundesliga bei MT Melsungen.
Seine Karriere begann Kraus beim tschechischen Club SKP Frýdek-Místek. 2004 wechselte er dann zum damaligen Zweitligisten Melsungen. Am Ende der Saison stieg er mit der Mannschaft in die erste Liga auf. In Melsungen spielte der Linkshänder auf Rechtsaußen. Im letzten Spiel der Bundesligasaison 2006/2007 stellte Kraus im Heimspiel gegen den Wilhelmshavener HV einen kuriosen Bundesliga-Rekord auf. Er erhielt in 6 Minuten und 48 Sekunden Spielzeit drei Zeitstrafen. Die dritte Zeitstrafe bedeutet im Handball die Rote Karte, was einer Disqualifikation entspricht. Zum Anpfiff der zweiten Halbzeit kam Kraus zu seinem ersten Spieleinsatz. Nach 59 Sekunden erhielt er die erste Zeitstrafe. Nach 4 Minuten und 4 Sekunden die Zweite und nach 6 Minuten und 48 Sekunden die letzte Zeitstrafe. Erstaunlich war dabei, dass es ihm in seinen 2 Minuten und 48 Sekunden effektiver Spielzeit gelang zwei Tore zu erzielen (33'22" und 36'15"). Nach der Saison 2007/08 verließ er Melsungen. Mit dem rumänischen Verein UCM Sport Resita gewann er 2009 den EHF Challenge Cup. Von 2009 bis 2014 lief er in seiner Heimat für HBC Jičín auf.
Für Tschechien bestritt er 64 Länderspiele. Kraus ist verheiratet und hat ein Kind.